# Gamma iuquipa
Gamma iuquipa är en stekelart som beskrevs av Cooper 1999. Gamma iuquipa ingår i släktet Gamma och familjen Eumenidae. Inga underarter finns listade i Catalogue of Life.